# Свиток аббатства Баттл
Свиток аббатства Баттл (англ. Battle Abbey Roll) — утерянный список соратников Завоевателя, помещённый в аббатстве Баттл (Гастингс).

## История
Предполагается, что этот список был создан аббатстве Баттл (Гастингс), основанном по обету английским королём Вильгельмом Завоевателем на месте убийства в 1066 году в битве при Гастингсе последнего англосаксонского короля Гарольда II, и содержал список его соратников. 
До нашего времени список не сохранился. Современным исследователям он известен только по версиям XVI века, которые опубликовали Джон Леланд, Рафаэль Холиншед и Андре Дюшен. Все они более или менее несовершенные и содержат искажения. Самой полной является версия Холиншеда, содержащая 629 имён, однако среди них встречаются дубликаты. В версиях, опубликованных Леландом и Дюшеном, гораздо короче, но при этом содержат много имён, отсутствующих в других списках. Историк XIX века Джон Гораций Раунд отмечает, что, очевидно, некоторые из имён не должны были содержаться в списке. Антикварии XVI—XVII веков Уильям Кемден и Уильям Дагдейл полагали, что эти имена были в разное время вставлены монахами «не без собственной выгоды». Некоторые историки XIX века пошли ещё дальше: Эджертон Бриджес назвал список «отвратительной подделкой», а Эдуард Фримен — «явной выдумкой».
Попытку защитить достоверность списка предприняла Вильгельмина Поулетт, герцогиня Кливленд, которая в 1889 году опубликовала в трёх томах труд «The Battle Abbey Roll», которое, по мнению Джона Горация Раунда является лучшим руководством по его содержанию.
Сам Джон Гораций Раунд предположил, что список изначально содержал лишь перечень конкретных фамилий. По его мнению, он был составлен примерно в XIV веке, чтобы указать, какие семьи якобы «пришли с Завоевателем». Его составитель, скорее всего, руководствовался французским звучанием фамилий, из-за чего включил в него многие семьи, переселившиеся в Англию значительно позже нормандского завоевания. Сам список нигде не упоминается ни до XVI века, ни после него, однако минимум с XV века существовали и другие подобные списки. Как отмечает историк Кристофер Льюис, идея иметь среди предков «соратника Завоевателя» достаточно быстро обрела притягательность для англо-нормандских семей, причём зачастую без всяких на то оснований. Позже утверждение, что «предок сражался при Гастингсе», стало символом законности владения землёй в Англии. Сам термин «Соратник Завоевателя» стал широко использоваться исследователями генеалогий в Викторианской Англии, чтобы выделить семьи с «древнейшими родословными» — тех, чьи предки «пришли с Завоевателем».
В 1866 году в Див-сюр-Мере, откуда армия Вильгельма Завоевателя отплывала в Англию, и в 1931 году в Фалезском замке (месте рождения герцога) были установлены памятные списки «соратников», которые насчитывают несколько сотен имён. Они продолжают цитироваться и по сей день. Основаны они в том числе и на позднейших реконструкциях списка аббатства Баттл, созданных в Новое время. 

## Издания
- Duchess of Cleveland[англ.]. The Battle Abbey roll, with some account of the Norman lineages: in three volumes. — London: John Murray, Albermarle street, 1889.
  - Volume I (англ.). Дата обращения: 22 июля 2025..
  - Volume II (англ.). Дата обращения: 22 июля 2025.
  - Volume III (англ.). Дата обращения: 22 июля 2025.